# Garynahine Lodge
Die Garynahine Lodge, auch Garrynahine Lodge, ehemals Garynahine Hotel, ist ein Jagdsitz nahe dem Weiler Garynahine auf der schottischen Hebrideninsel Lewis. 1978 wurde das Bauwerk in die schottischen Denkmallisten in der Denkmalkategorie B aufgenommen. Des Weiteren ist ein zugehöriger Zwinger als Kategorie-B-Bauwerk klassifiziert.

## Geschichte
Am Standort befand sich seit spätestens 1720 ein Gasthaus, das möglicherweise die Keimzelle der Lodge bildete und in Fragmenten in deren Strutur integriert wurde. Im 19. Jahrhundert entstand dort das Garynahine Hotel. Die Entwicklung des Gebäudes erfolgte in mehreren Bauphasen, die sich bis in das 20. Jahrhundert erstreckten. Der Pächter Thomas Key, James Matheson, 1. Baronet war zu dieser Zeit Eigentümer der Insel, ließ dort in den frühen 1870er Jahren einen Jagdsitz einrichten. Die zweigeschossigen Gebäudeteile an der Ostseite stammen aus dem frühen 20. Jahrhundert.

## Beschreibung
Die Garynahine Lodge steht nahe der Einmündung der B8011 in die A858 am Südostrand des Weilers Garynahine. Die Fassaden des ein- bis zweigeschossigen Komplexes sind mit Harl verputzt. Sämtliche Dächer sind schiefergedeckt. Sämtliche Fensterverglasungen wurden 1990 erneuert. Am vermutlich ältesten, rückwärtigen Gebäudeteil sind einzelne Fenster in tudorbogige Aussparungen eingelassen. In Giebeln der neueren Gebäudeteile sind hingegen Rundbogenfenster eingelassen.

## Zwinger
Zu der Lodge gehörte ein Zwinger, der abseits der Westküste des Loch Kinhoulavig südlich von Linshader steht. Das im späten 19. Jahrhundert errichtete Oktogon schließt mit einem schiefergedeckten Zeltdach. An der Südseite schließt sich eine längliche Einfriedung mit Betonmauer und Stahlzaun an.